# K League
K League ( Hangul : K 리그) (Korea Professional Football League) er Sydkoreas professionelle fodboldliga, hvilket inkluderer første division K League 1 og anden division K League 2.

## Historie
K League Classic blev grundlagt i 1983 som den koreanske Super League med fem medlemsklubber. De første fem klubber var Hallelujah FC, Yukong Elephants, POSCO Dolphins, Daewoo Royals og Kookmin Bank FC. Hallelujah FC vandt den første titel og vandt mesterskabet med et point foran Daewoo Royals.
I 1998 blev Koreas fodboldliga reformeret og omdøbt K League (K League var officiel ortografi i 2012). Siden oprettelsen er ligaen udvidet fra de første 5 til 16 klubber. Af de fem indvielsesklubber er kun Yukong Elephants, POSCO Dolphins og Daewoo Royals tilbage i K League; Kookmin Bank FC faldt ud af ligaen i slutningen af 1984, og Hallelujah FC fulgte sæsonen efter.
I 2013 introducerede K League divisionssystemet, hvor ligaen blev opdelt i to afdelinger. Navnet på første divisions var K League Classic, navnet på anden division var K League Challenge og det omfattende varemærke var K League. Det faktum, at både første og anden division havde meget ens navne, forårsagede en vis grad af forvirring og kontrovers. Fra og med sæsonen 2018 blev første division omdøbt til K League 1 og anden division til K League 2.